# OQO
OQO社（OQO, Inc., オーキューオーまたはオクオ）はハンドヘルドPCの製造を目的に、Appleの元社員ジョリー・ベルらにより2000年に設立された会社。かつてはアメリカカリフォルニア州サンフランシスコに所在。スローガンは“Your Freedom in Hand”（手の中にある自由）。

## 概要
OQO社は小型コンピュータを製造販売している。はじめに発売されたmodel 01と、その改良モデルmodel 01+と、その後継モデルであるmodel 02というシリーズとなっている。これはPDAよりわずかに大きい程度のサイズで、タブレットPCとしての機能を有しており、キーボードを有した完全なものとしては世界最小のパソコンであると同社は主張している。
同社にとって初の製品となったOQO model 01は、発売以前からしばしば試作品が公開されていたが、2004年の秋に実際に発売されるまで数年の月日を要した。
2008年からはネットブックやiPhoneなどのライバルの人気に押され、2009年3月にはCEOらが辞任、営業を停止していたが、中国Audiotone社に買収され、2010年にmodel 03を発売した

## 製品
日本ではModel 01+以降の機種について日本語MUIをインストールしたものをブルレー社が輸入販売していた。

### OQO model 01
OQO社にとって最初の製品。2004年10月14日発売。
スライド式のフルキーボードを内蔵している。

#### 仕様
- CPU：Crusoe 1 GHz
- OS：Microsoft Windows XP (Home EditionもしくはProfessional)
- メモリ：標準/最大 256MB
- 表示・画面：800×480(WVGA)、5インチ液晶（タッチパネル式）
- ハードディスク：20GB
- 光学ドライブ：なし
- 入出力ポート：FireWire 400（4ピン）、USB 1.1
- ネットワーク接続：無線LAN IEEE 802.11b、Bluetooth 2.0
- オーディオ：ヘッドフォン/ステレオライン音声出力ミニジャック（アナログ）、内蔵マイクロフォン
- 寸法：125×86×23mm
- 重量：およそ400g

### OQO model 01+
OQO model 01のマイナーアップデート版。2005年9月27日発売。

#### 仕様
OQO model 01からの変更点。
- メモリ：標準/最大 512MB
- ハードディスク：30GB
- 入出力ポート：USB 2.0
- オーディオ：スピーカー内蔵
- その他：480×800のポートレート表示モードを新たにサポートしたほか、外観について液晶の周囲の部分のデザインが見直された。

### OQO model 02
model 01 よりもわずかに大きくなった筐体にユーザーの要望を詰め込みさらに洗練された後継機。2007年2月発売。

発売後の同年10月、HDDの容量アップ、ラインアップの拡充(Windows Vista搭載モデル、SSD搭載モデルなど)、さらに、価格改定による低価格化が行われた。

#### 仕様
- CPU：VIA C7-M 1.2/1.5/1.6GHz
- OS：Microsoft Windows XP (ProfessionalもしくはTablet PC Edition 2005) / Microsoft Windows Vista Ultimate
- メモリ: 標準/最大 512MB(1.2GHzモデル)、1GB(1.5/1.6GHzモデル)
- 表示・画面：800×480(WVGA)、5インチ液晶（タッチパネル式）
- ハードディスク/SSD：30-120GB/32GB
- 光学ドライブ：なし※オプションでDVDスーパーマルチドライブ搭載のドッキングステーションがあり外付けすることが可能
- USB 2.0 x 1, HDMI出力　x 1
- ネットワーク接続：無線LAN(IEEE 802.11a、IEEE 802.11b、IEEE 802.11g)、Bluetooth 2.0
- オーディオ：ヘッドフォン音声出力3.5mmミニジャック（アナログ）、内蔵マイクロフォン
- 寸法：142.2×83.8×25.4mm
- 重量：455g以下(標準バッテリー装着時)

### OQO model 03
営業再開後の2010年、中国向けに出荷開始。

#### 仕様
- CPU：Intel Atom 1.2/1.6/1.86/2.0GHz
- OS：Microsoft Windows 7
- メモリ: 標準/最大 1GB(1.2/1.6GHzモデル)、2GB(1.86/2.0GHzモデル)
- 表示・画面：1024×600 (WVGA)、4.8インチ液晶（タッチパネル式）
- SSD：32GB（1.2GHzモデル）、2GB（1.6/1.86/2.0GHzモデル）
- 光学ドライブ：なし
- USB 2.0 x 1、HDMI出力　x 1
- ネットワーク接続：無線LAN、Bluetooth 2.0、3G
- 寸法：143.2×84.2×27.8mm
- 重量：426g(標準バッテリー装着時)

## 映画やドラマへの採用
- その大きさやスタイリッシュな外見から映画等に採用されている。

　　例: model 01 海外ドラマ『24 -TWENTY FOUR-』、映画『M:i:III』